# Weißbach (Spree)
Die Weißbach (tschechisch Fukovský potok) ist ein linksseitiger Zufluss der oberen Spree in Taubenheim/Spree im sächsischen Landkreis Bautzen mit einer Länge von 3,5 Kilometern.

## Beschreibung
Die Weißbach entspringt südöstlich des Schafberges (390 m) im Schluckenauer Wald bei Harrachsthal (Harrachov); ihre Quelle, der „Bautzner Born“, befindet sich wenige Meter südlich der deutschen Grenze in Tschechien. Der Oberlauf des Baches führt mit nordöstlicher Richtung zunächst auf einer Länge von ca. 250 Metern grenznah durch deutsches Staatsgebiet und anschließend am westlichen Fuße des Sonneberges (401 m) in den zu Tschechien gehörigen Fugauer Zipfel. Südlich des Hopfenberges (Chmelový vrch, 376 m) wendet sich die Weißbach nach Nordwesten; sie durchfließt dann den südlichen Teil der Wüstung Neu Fugau (Nový Fukov) und erreicht an der Neuen Schenke wieder deutsches Staatsgebiet, wo ihr Tal zwischen dem Schafberg (390 m) und dem Steinberg (375 m) verläuft. Auf tschechischem Gebiet fließt der Bach auf einer Länge von 1,2 Kilometern.
Östlich des Taubenberges (458 m) nimmt die Weißbach nördliche Richtung. Ihr Tal, in dem sich der Ortsteil Neutaubenheim erstreckt, wird im Osten vom Steinberg (375 m) und Galgenberg (343 m) überragt. In Neu-Taubenheim speist die Weißbach mit ihrem sauberen Wasser das Erlebnisbad Weißbachtal, sowie im unteren Teil des Dorfes, den Mühlteich.
Östlich des ehemaligen Bahnhofs Taubenheim (Spree) überbrückt die Bahnstrecke Oberoderwitz–Wilthen den Bach. Bis 1945 fuhr unmittelbar dahinter auch die Schmalspurbahn Taubenheim–Dürrhennersdorf über das Weißbachtal. Unterhalb der Eisenbahnbrücke erreicht der Bach Taubenheim/Spree, seine Wasserkraft wurde hier früher durch eine Mühle genutzt. Die Weißbach mündet in Taubenheim unter der Brücke zwischen der Oberdorfgasse und dem Oppacher Weg in die Spree.

## Zuflüsse
Die Weißbach nimmt auf tschechischem Gebiet rechtsseitig zwei vom Sonneberg bzw. Hopfenberg zufließende, namenlose Rinnsale auf. Der bedeutendste Zufluss ist ein im Volksmund „Flössel“ genannter Bach, der im Oberdorf von Neu-Taubenheim von links aus der Langen Wiese zwischen Taubenberg und Schafberg einmündet.